# Amauromyces pallidus
Amauromyces là một chi nấm thuộc họ Meruliaceae. Là một chi đơn loài, nó chứa loài duy nhất Amauromyces pallidus.